# Юдинки (Дзержинський район)
Юдинки (рос. Юдинки) — присілок в Дзержинському районі Калузької області Російської Федерації.
Населення становить 10 осіб. Входить до складу муніципального утворення Присілок Редькино.

## Історія
Від 2004 року входить до складу муніципального утворення Присілок Редькино.

## Населення
| 2002 | 2010 |
| ---- | ---- |
| 6    | ↗10  |